# EFP fanfiction
EFP fanfiction, spesso reso come Efp fanfiction, EFP o Efp, è il principale archivio italiano di riferimento per fanfiction. Creato nel 2001 dalla webmistress Erika, il sito è stato particolarmente influente nella vita del fandom italiano soprattutto tra il 2007 e il 2013. È caratterizzato da una rigida divisione fra le sezioni di storie originali e quelle di fanfiction, nonché per un più diretto controllo del proprietario sul sito rispetto ad altri equivalenti.

## Storia
L'archivio nasce originariamente come sezione secondaria del sito privato della proprietaria, all'epoca egoio, su Neon Genesis Evangelion, in cui si poteva essere pubblicati solo mandando direttamente un'email alla proprietaria e in cui la proprietaria stessa aveva iniziato a pubblicare fanfiction dietro permesso delle autrici originali. Tuttavia, il volume di richieste nei due anni seguenti si fece così alto che la proprietaria, nel giugno del 2003, si decise di utilizzare lo script automatico Efiction, lo stesso usato da Fanfiction.net, per permettere agli utenti di caricare direttamente le loro opere. Il sistema divenne popolare molto in fretta, tanto che lo spazio pagato dalla proprietaria era vicino al limite già nel 2005: con l'aumento, arrivarono nuovi iscritti.
Il sito ha avuto il suo picco di visitatori e iscritti fra il 2007 e il 2013, con una particolare spinta data dal fandom degli One Direction, che supera la sezione più allora popolare di Harry Potter. Il sito risulta tutt'oggi ancora frequentato con account attivi e nuovi iscritti, con attività presente anche sul forum associato.

## Funzionamento e caratteristiche
Il sistema di tagging, la creazione di nuove sezioni e la possibilità di eliminare commenti viene gestita interamente dall'amministrazione del sito, che può far sapere le proprie decisioni e opinioni pubblicando articoli.
Nel regolamento si pongono limiti a quali tipi di fanfiction pubblicare, evitando quindi argomenti più scabrosi e controversi come l'incesto, il sadomaso e la bestialità: si evitano anche argomenti che potrebbero andare in contrasto con la legge italiana, come pubblicare fanfiction su personaggi dello spettacolo italiani. Il sito ha una funzione di ricerca intersito basata su Google.
Tutte le opere, eccetto quelle con rating rosso e quindi con contenuti espliciti, sono liberamente visualizzabili: per visualizzare quelle a rating rosso è necessario iscriversi e confermare all'interno dell'account che si è maggiorenni. È possibile registrarsi come lettore, in cui si può commentare, o come scrittore, in cui si può commentare e pubblicare opere.

### Sistema di tagging
Vi sono due tipi di tag applicabili alle storie che sono standard per tutto il sito: note e avvertimenti. Le note riguardano la tipologia di narrazione (ad esempio, se è una raccolta di storie scollegate o se è incompiuta) o del materiale originale (se è tratta dalla versione cinematografica o meno), gli avvertimenti riguardano materiali che potrebbero urtare la sensibilità del lettore (quali l'omegaverse o in generale "tematiche delicate").
In ogni sezione di fanfiction, è invece possibile autoselezionare tag relativi a quell'universo (come personaggi) proponendo e votando nella sezione apposita: essi passano automaticamente una volta raggiunto un quorum che aumenta a seconda della popolarità della sezione. Per altri elementi (come ambientazione o anni di riferimento) è possibile farne richiesta all'amministrazione tramite webmail o forum.

### Classificazione dei contenuti
Il sito è diviso in due macrosezioni: fanfiction e storie originali. Queste ultime sono suddivise a seconda del loro genere principale, con la possibilità di inserirne di secondari durante la pubblicazione: le fanfiction, invece, sono prima divise a seconda di quale tipo di medium siano derivate (videogiochi, anime, cartoni animati, eccetera) e poi ridivise a seconda dell'opera originale, elencate nella pagina per ordine alfabetico. Per proporre nuove sezioni, è necessario farne richiesta all'amministrazione per email o nel forum.
Alla pubblicazione delle storie, gli autori devono scegliere che classificazione assegnare a seconda della gravità dei temi affrontati. Si può scegliere fra quattro rating: verde per le storie visionabili da tutti, giallo per quelle che accennano o includono in secondo piano argomenti più maturi, arancione per quelle che affrontano tali argomenti ma non in maniera esplicita e rosso per quelle con contenuti espliciti.

### Commentare
È possibile commentare le storie solo iscrivendosi con un account: la feature di commentare anonimamente venne rimossa nel 2008 con un sondaggio. I commenti alle storie, nel gergo del sito recensioni, si possono lasciare una sola volta per capitolo. Dal 2010 è stato implementato un programma recensioni, in cui più un utente scrive recensioni lunghe o a dati tipi di storie, più punti riceve apparendo nella classifica apposita della sezione e potendo usufruire della sua posizione per consigliare una storia, e viene implementato un sistema di messaggistica interno al sito.
A partire dal 2011, è stata implementata la possibilità di esprimere il tono della recensione attraverso l'utilizzo di bandierine (di colore verde per un'opinione positiva, azzurro per neutrale e rossa per negativa): è stato anche deciso che le recensioni inferiori alle dieci parole sarebbero state inviate direttamente come messaggio privato.

### Valutazione delle opere
I singoli utenti possono inserire le loro pubblicazioni preferite in liste private, definite "Ricordate", "Favorite" e "Seguite". Le liste appaiono sulle sezioni apposite della loro pagina.
Gli utenti delle varie sezioni possono fare richiesta di inserire le opere che ritengono meritevoli nella categoria "storie scelte" facendo richiesta agli amministratori del sito. Per ogni sezione è poi presente una classifica in cui vengono esposte le storie più popolari secondo vari criteri, quali quelle più inserite nelle liste o con più recensioni per capitolo.

## Accoglienza
Data la facilità e la libertà data nella pubblicazione di opere, il sito ha spesso ospitato opere di scarsa qualità, definite derogatoriamente ficcyne, e soggette a sporking nel web. I due più grandi picchi risultano essere nel 2005 e attorno al 2013: in quest'ultimo caso, l'azione si è spostata perlopiù su social network, in particolar modo Facebook, con pagine a tema. Sempre sui social network, il sito ha anche dato il nome a gruppi di scrittori e fanwriter.
Una critica spesso rivolta al sito negli ultimi anni è l'assenza di una versione ottimizzata per siti mobile, o un'app, nonché un design poco aggiornato. Si critica anche la mancanza di aggiornamento di alcune feature.
Il sito è stato il luogo dove sono avvenute le prime pubblicazioni per diversi autori italiani.